# Lacăt

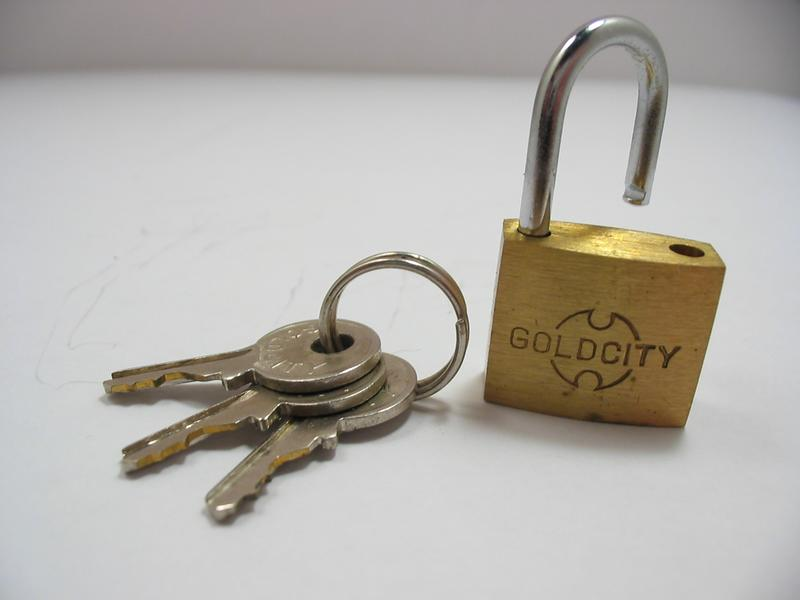

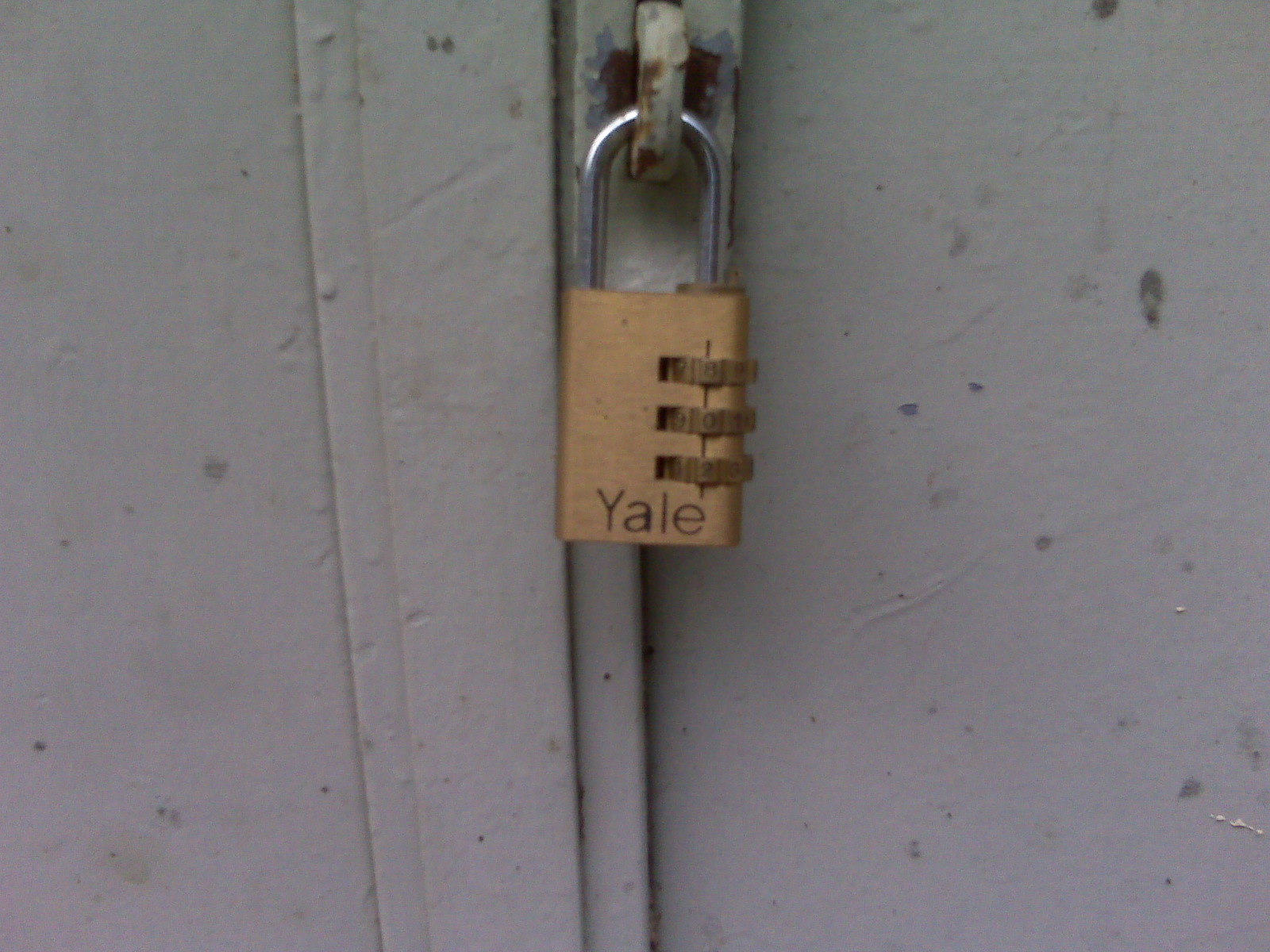

Lacătul este o încuietoare portabilă folosită pentru protejarea bunurilor împotriva furtului, vandalismului, sabotajului, spionajului, utilizărilor neautorizate și a pagubelor. Un lacăt este alcătuit dintr-un corp care conține un mecanism de încuiere cu o cheie și o toartă cu două belciuge (unul prins în partea fixă și celălalt în partea mobilă a obiectului care trebuie închis).

## Istoric

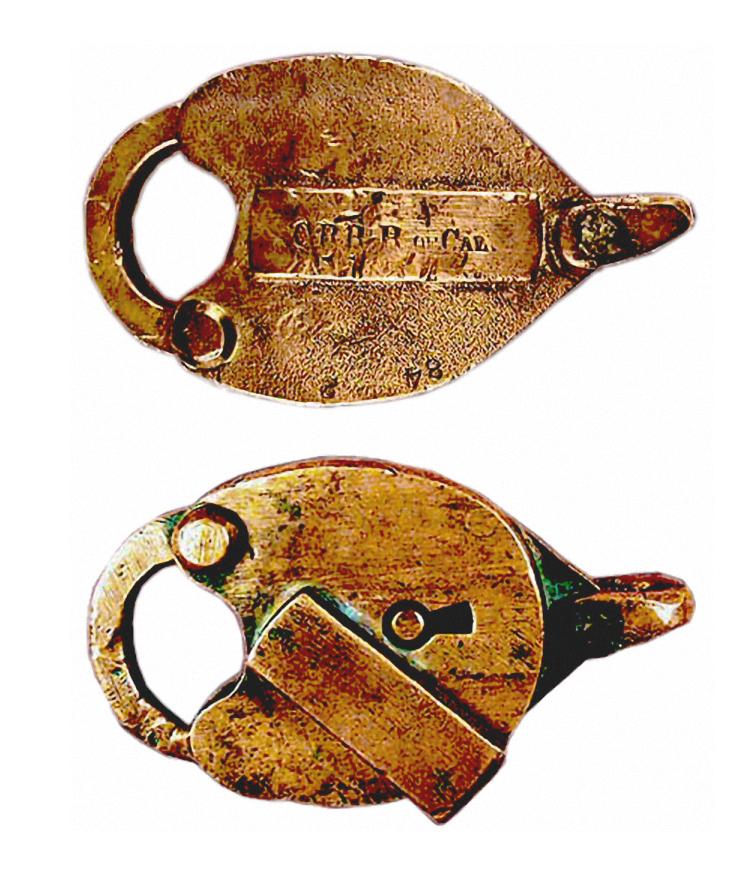

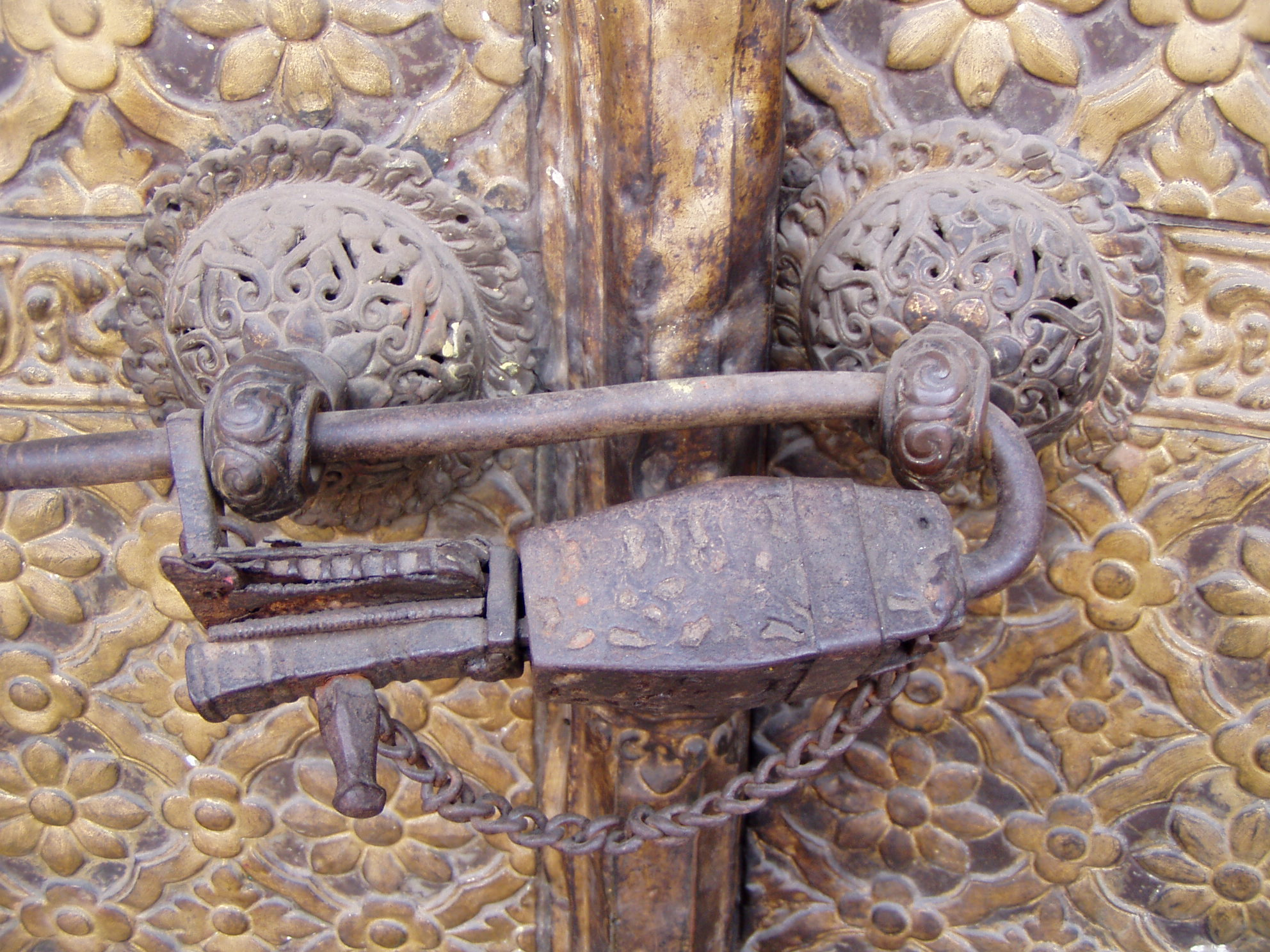
Lacăt vechi în Kathmandu

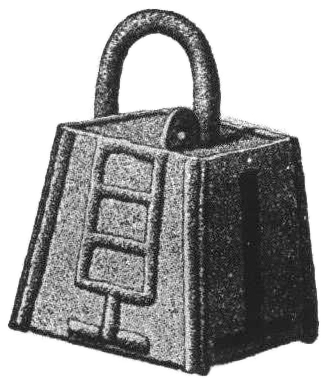
Lacăt din epoca vikingilor de la Birka.

Există lacăte care datează din epoca romană, 500 î.Hr. - 300 d.Hr.
Lacătele au fost folosite în Europa încă de la mijlocul perioadei La Tène, răspândindu-se ulterior în lumea romană și culturile Przeworsk și Chernyakhov. Lacătele romane aveau o tijă lungă îndoită fixată pe carcasă și o piesă mai scurtă care putea fi introdusă în carcasă. Lacătele din Przeworsk și Chernyakhov aveau un mânecă fixat pe carcasă și o tijă lungă îndoită care putea fi introdusă în carcasă și mânecă. Lacătele au fost create în China încă de la sfârșitul dinastiei Hanului de Est (25-220 d.Hr.). Potrivit lui Hong-Sen Yan, directorul Muzeului Național al Științei și Tehnologiei, lacătele chinezești timpurii au fost în principal „încuietori cu cheie cu arcuri despărțitoare și încuietori combinate cu scrisori parțiale fără cheie”.
Lacătele au fost confecționate din bronz, alamă, argint și alte materiale. Utilizarea bronzului a fost mai răspândită pentru lacatele chinezesti timpurii. Lacătele cu mecanisme de prindere a arcurilor au fost găsite în York, Anglia, la așezarea Vikingului din Jorvik, datată în anul 850 d.Hr.
Încuietorile pentru afumătoare, proiectate în Anglia, erau formate din tablă din fier forjat și au folosit mecanisme simple de pârghie și pavilion. Aceste încuietori au oferit puțină protecție împotriva intrării forțate și supracreptioase. Contemporan cu lacătee de fum și originare din zonele slave din Europa, „cheile cu șurub” au fost deschise cu o cheie elicoidală care a fost filetată în gaura cheii. Cheia a scos șurubul de blocare pe un arc puternic. Lacătele care ofereau mai multe variante de cheie au fost dispariția blocării șurubului. Metodele de fabricație îmbunătățite au permis fabricarea de lacăte mai bune care au pus capăt afumătoarei în jurul anului 1910.
În jurul mijlocului secolului al XIX-lea, încuietorile în stil „scandinav” sau „încuietori Polhem”, inventate de eponimul inventator suedez Christopher Polhem, au devenit o alternativă mai sigură la încuietorile de fum și șuruburi. Aceste încuietori aveau un corp de fontă care era încărcat cu un teanc de discuri rotative. Fiecare disc avea un decupaj central care să permită trecerea cheii prin ele și două crestături decupate pe marginea discului. Când sunt blocate, discurile au trecut prin decupaje pe cătușă. Tasta a rotit fiecare disc până când crestăturile, plasate de-a lungul marginii fiecărei caneluri în locuri diferite, aliniate cu cătușul, permițând cătușului să alunece din corp. Compania McWilliams a primit un brevet pentru aceste încuietori în 1871. Designul „scandinav” a avut atât de succes încât JHW Climax & Co. din Newark, New Jersey a continuat să realizeze aceste lacăte până în anii ’50. Astăzi, alte țări produc încă acest stil de lacăt.

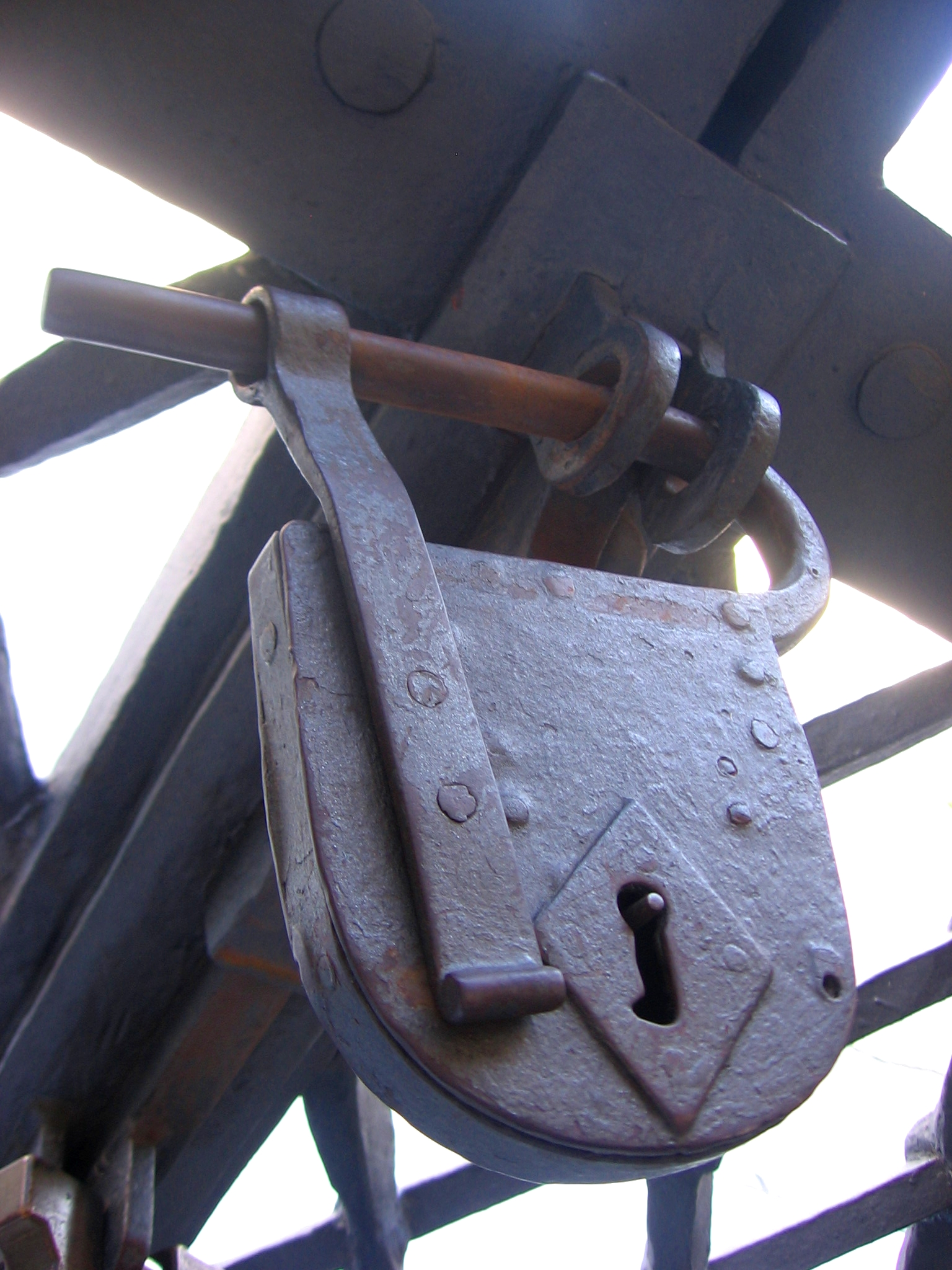
Lacăt în stil, pe porțile față ale Bazilicii Sf. Petru.

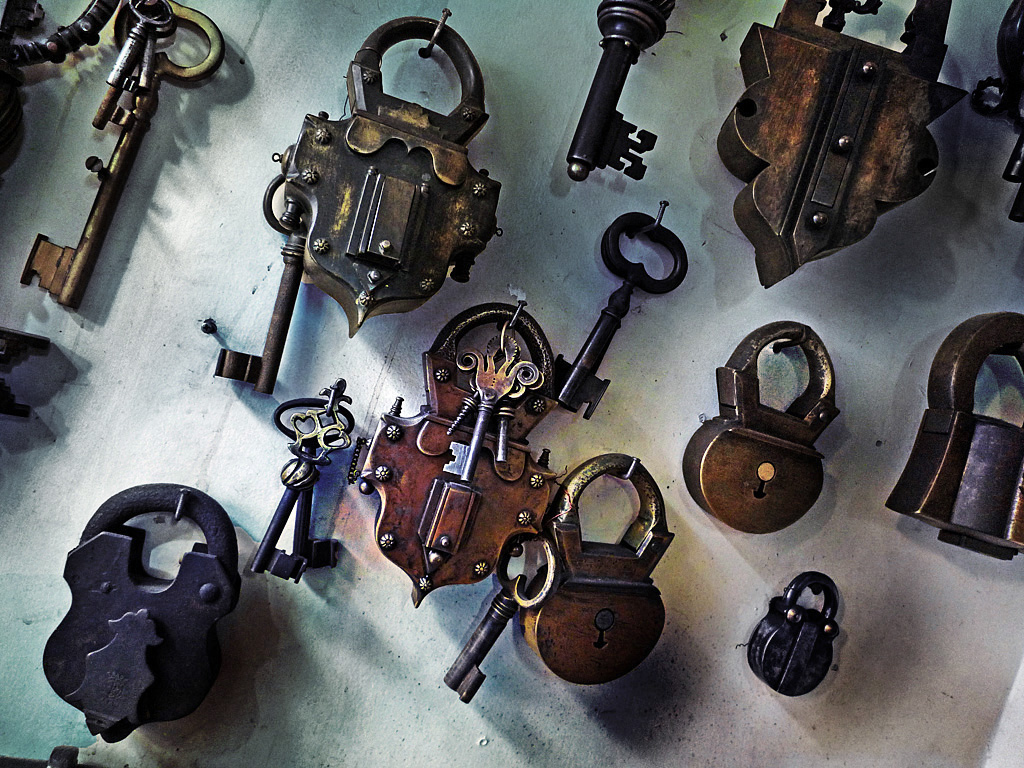
Încuietorile manuale în stil otoman în Turcia.

Contemporan cu lacătul scandinav, au fost încuietori „inima turnată”, așa numite datorită formei lor. O încuietoare semnificativ mai puternică decât casa de fum și mult mai rezistentă la coroziune decât cea scandinavă, inimile aveau un nisip de corp închis din alamă sau bronz și un mecanism de pârghie mai sigur. Încuietorile inimii aveau două caracteristici proeminente: una era o învelitoare încărcate cu arcuri care pivotau pe gaura cheii, pentru a păstra murdăria și insectele din încuietoare, care se numea „picătură”. Celălalt era un punct format în partea inferioară a lacătului, astfel încât un lanț ar putea fi atașat la corpul de blocare pentru a împiedica blocarea să nu se piardă sau să fie furată. Încuietorile cu inimă turnată au fost foarte populare în ceea ce privește căile ferate pentru comutatoarele și autovehiculele de blocare, datorită costurilor economice și capacității excelente de deschidere fiabilă în medii murdare, umede și înghețate.
În jurul anilor 1870, producătorii de încuietori și-au dat seama că ar putea împacheta cu succes același mecanism de blocare găsit în încuietori de inimă turnată într-o coajă de oțel sau aramă mai economică, în loc să trebuiască să arunce un corp gros de metal. Aceste scoici de blocare au fost ștampilate dintr-un material metalic plat, umplute cu gropi de pârghie și apoi nitate împreună. Deși mai fragile decât inimile turnate, aceste încuietori erau atractive, deoarece costau mai puțin. În 1908, Adams și Westlake au brevetat un blocaj de comutare ștanțat și nituit, care a fost atât de economic încât multe căi ferate au încetat să folosească cele mai populare inimioare turnate și au mers cu acest nou design de caroserie ștanțată. Mulți producători de încuietori au făcut acest stil de blocare foarte popular. Acest stil de lacăt a fost puternic și ușor de fabricat. Multe lacăte de caroserie prelucrate au fost proiectate pentru a fi dezasamblate astfel încât lăcătușii să poată încadra ușor lacătele la o anumită cheie. Lucrările de caroserie prelucrate sunt încă foarte populare astăzi. Procesul de prelucrare permite multor lacăte moderne să aibă un „giulgi” care acoperă cătușul, care este o extensie a corpului în jurul cătușului pentru a proteja cătușul de a se tăia sau tăia.
La începutul anilor 1920, Harry Soref a început să lucreze ca maestru al încuietoarelor (Master Lock) cu primul lacăt laminat. Plăcile perforate din tablă erau stivuite și asamblate. Găurile care au fost formate în mijlocul plăcilor au făcut loc să se adapteze mecanismului de blocare. Întreaga stivă de plăci, încărcate cu piesele de blocare din ea, a fost nituită. Acest lacăt a fost popular pentru designul plăcilor laminate rezistente la impact și la costuri reduse. Astăzi, mulți producători de blocări copiază acest design foarte eficient și de succes.
Unii producători de încuietori, cum ar fi Junkunc Brothers, și-au mărit produsele de lacăt cu corpuri solide prelucrate cu lacătele mai puțin costisitoare și mai atractive. Compania Wise Lock a îmbrățișat acest nou mediu în crearea unui lacăt nou care, cu cheia introdusă, s-ar despica longitudinal de-a lungul corpului pentru a crea o deschidere în cătuș. Chicago Lock a fost pionier în noile lor "placă cu două duble" și produsele "ACE", instalându-le într-un corp turnat. Odată cu apariția prelucrărilor ieftin efectuate în străinătate și perceptia generală slabă a securității blocajelor din fontă, acestea nu mai domină piața lacătului actual.

## Simbolism
Imaginile cu lacătele închise (uneori cu lacătele fizice) sunt uneori folosite pentru a indica faptul că ceva este sigur sau inaccesibil.

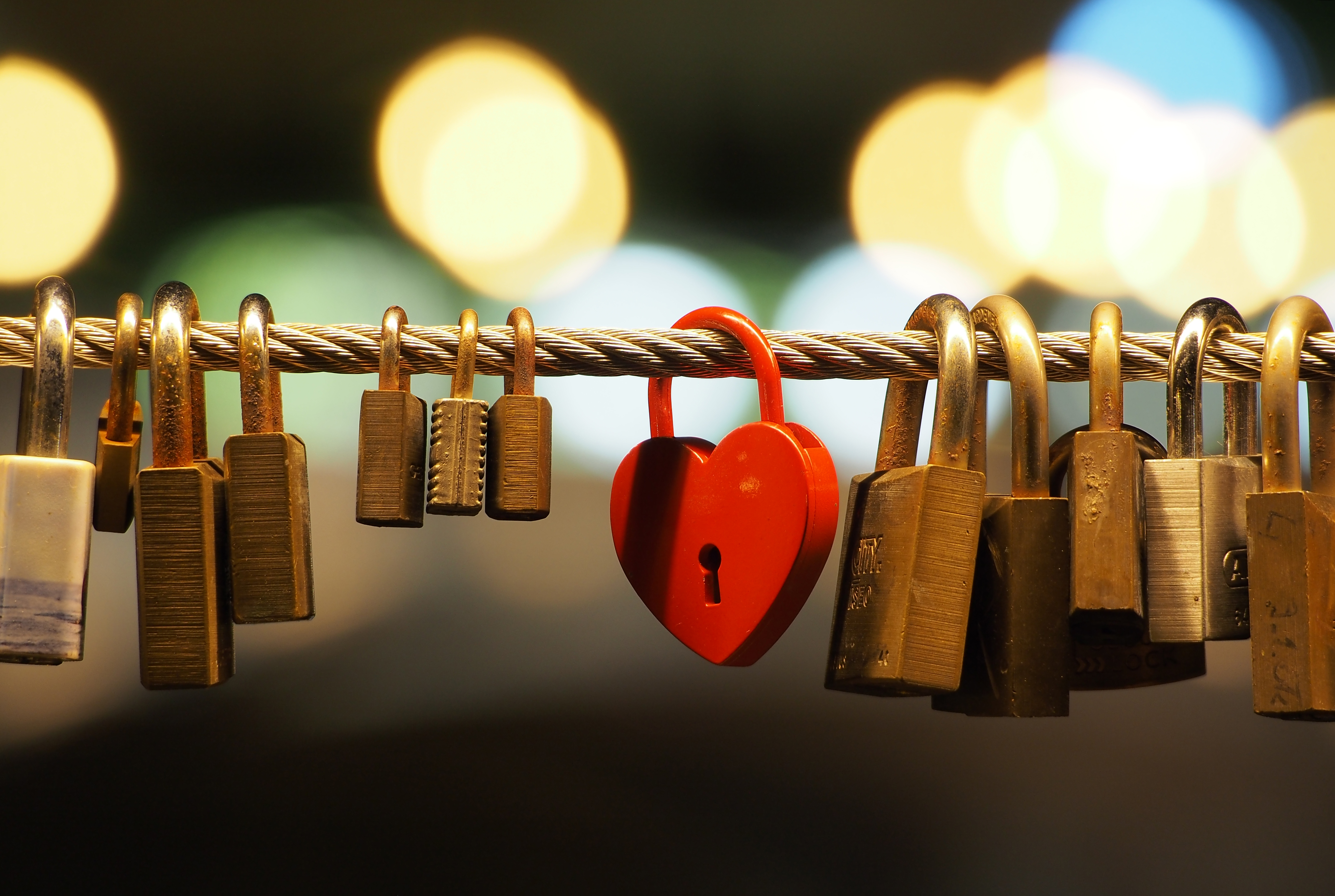
Lăcătele de dragoste noaptea pe Podul Măcelarilor din Ljubljana, Slovenia.

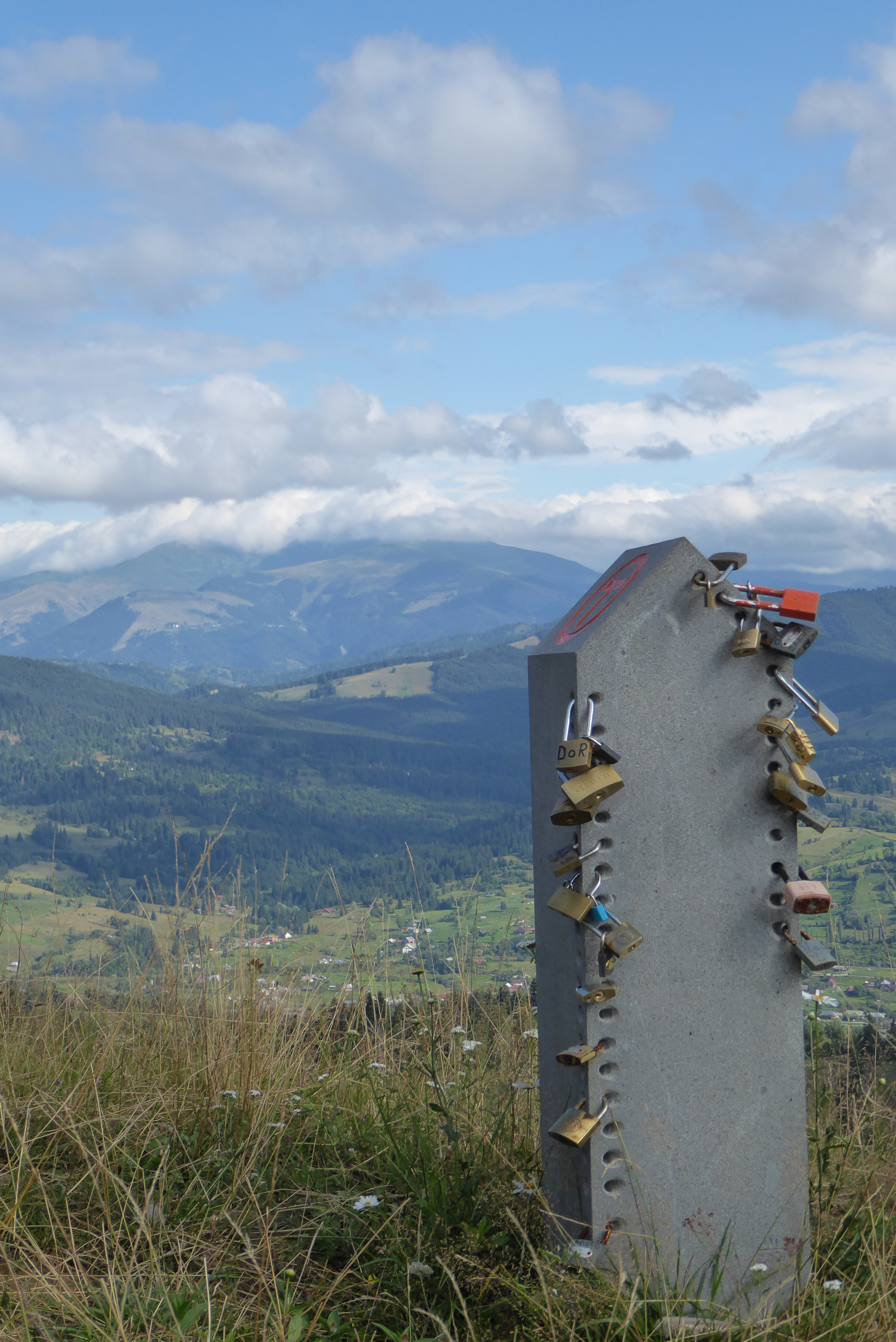
Piatră kilometrică de andezit, pe Via Transilvanica, la Lunca Ilvei, purtând lăcățele de dragoste

Un exemplu cunoscut este pe Web, unde datele din tranzacțiile sigure sunt criptate folosind criptografia cu cheie publică; unele browsere web afișează o pictogramă cu lacăt blocat în timp ce utilizează protocolul HTTPS.
Lăcătele de dragoste noaptea pe podul măcelarilor din Ljubljana, Slovenia.
Încuietorile de dragoste sunt lacăte fizice atașate de accesorii, cum ar fi poduri, porți și monumente de către iubite pentru a-și declara dragostea unul față de celălalt este permanentă. Această practică poate avea originea în Serbia. În unele locații turistice populare, un număr mare de astfel de lacăte sunt tratate ca o problemă de către autoritățile locale.